# Hyporhagus disconotatus
Hyporhagus disconotatus es una especie de coleóptero de la familia Monommatidae.

## Distribución geográfica
Habita en España.